# Premio Nébula al mejor relato
El Premio Nebula al mejor relato (Nebula Award for Best Novelette) es un premio literario otorgado anualmente desde 1965 por la Asociación de escritores de ciencia ficción y fantasía de Estados Unidos (SFWA) a obras de ciencia ficción o de fantasía entre 7500 y 17.500 palabras de extensión.

## Ganadores
En la siguiente tabla los años corresponden al periodo de publicación considerado de las obras candidatas al premio, y no al del anuncio del premio (que suele realizarse el año posterior). En las obras que no han sido traducidas al español se utiliza el título en inglés. En el caso de existir varias traducciones se ha intentado elegir el título de la traducción más conocida.
| Año  | Título                                                                                  | Autor                           |
| ---- | --------------------------------------------------------------------------------------- | ------------------------------- |
| 1965 | Las puertas de su cara, las lámparas de su boca                                         | Roger Zelazny                   |
| 1966 | Llámale Señor                                                                           | Gordon R. Dickson               |
| 1967 | Voy a probar suerte                                                                     | Fritz Leiber                    |
| 1968 | Madre del mundo                                                                         | Richard Wilson                  |
| 1969 | El tiempo considerado como una espiral de piedras semipreciosas                         | Samuel R. Delany                |
| 1970 | Escultura lenta                                                                         | Theodore Sturgeon               |
| 1971 | La reina del aire y la oscuridad                                                        | Poul Anderson                   |
| 1972 | El canto del chivo                                                                      | Poul Anderson                   |
| 1973 | De niebla, hierba y arena                                                               | Vonda N. McIntyre               |
| 1974 | Si las estrellas son dioses                                                             | Gordon Eklund y Gregory Benford |
| 1975 | San Diego Lightfoot Sue                                                                 | Tom Reamy                       |
| 1976 | El hombre bicentenario                                                                  | Isaac Asimov                    |
| 1977 | El eslabón más débil                                                                    | James Tiptree, Jr.              |
| 1978 | A Glow of Candles, a Unicorn's Eye                                                      | Charles L. Grant                |
| 1979 | Los reyes de la arena                                                                   | George R. R. Martin             |
| 1980 | Los pollos feos                                                                         | Howard Waldrop                  |
| 1981 | La vivificación                                                                         | Michael Bishop                  |
| 1982 | Brigada de incendios                                                                    | Connie Willis                   |
| 1983 | Música en la sangre                                                                     | Greg Bear                       |
| 1984 | Hijo de la sangre                                                                       | Octavia E. Butler               |
| 1985 | Retratos de sus hijos                                                                   | George R. R. Martin             |
| 1986 | La chica que cayó al cielo                                                              | Kate Wilhelm                    |
| 1987 | Raquel enamorada                                                                        | Pat Murphy                      |
| 1988 | El gatito de Schrödinger                                                                | George Alec Effinger            |
| 1989 | En el Rialto                                                                            | Connie Willis                   |
| 1990 | La torre de Babilonia                                                                   | Ted Chiang                      |
| 1991 | Guide Dog                                                                               | Michael Conner                  |
| 1992 | Danny Goes to Mars                                                                      | Pamela Sargent                  |
| 1993 | Georgia en mi mente                                                                     | Charles Sheffield               |
| 1994 | El niño marciano                                                                        | David Gerrold                   |
| 1995 | Soledad                                                                                 | Ursula K. Le Guin               |
| 1996 | Lifeboat on a Burning Sea                                                               | Bruce Holland Rogers            |
| 1997 | The Flowers of Aulit Prison                                                             | Nancy Kress                     |
| 1998 | Lost Girls                                                                              | Jane Yolen                      |
| 1999 | Mars Is No Place for Children                                                           | Mary Turzillo                   |
| 2000 | El mundo de mi papá                                                                     | Walter Jon Williams             |
| 2001 | El fantasma de Louise                                                                   | Kelly Link                      |
| 2002 | El infierno es la ausencia de Dios                                                      | Ted Chiang                      |
| 2003 | El imperio del helado                                                                   | Jeffrey Ford                    |
| 2004 | Basement Magic                                                                          | Ellen Klages                    |
| 2005 | El bolso de las hadas                                                                   | Kelly Link                      |
| 2006 | Dos corazones                                                                           | Peter S. Beagle                 |
| 2007 | El comerciante y la puerta del alquimista                                               | Ted Chiang                      |
| 2008 | Pride and Prometheus                                                                    | John Kessel                     |
| 2009 | Pecador, panadero, fabulista, sacerdote; máscara roja, máscara negra, caballero, bestia | Eugie Foster                    |
| 2010 | That Leviathan, Whom Thou Hast Made                                                     | Eric James Stone                |
| 2011 | What We Found                                                                           | Geoff Ryman                     |
| 2012 | Close Encounters                                                                        | Andy Duncan                     |
| 2013 | Las estrellas esperan                                                                   | Aliette de Bodard               |
| 2014 | A Guide to the Fruits of Hawai'i                                                        | Alaya Dawn Johnson              |
| 2015 | Our Lady of the Open Road                                                               | Sarah Pinsker                   |
| 2016 | The Long Fall Up                                                                        | William Ledbetter               |
| 2017 | A Human Stain                                                                           | Kelly Robson                    |
| 2018 | La única criatura enorme e inofensiva                                                   | Brooke Bolander                 |
| 2019 | Carpe Glitter                                                                           | Cat Rambo                       |
| 2020 | Two Truths and a Lie                                                                    | Sarah Pinsker                   |

## Otras categorías de los premios Nébula
- Premio Nébula a la mejor novela
- Premio Nébula a la mejor novela corta
- Premio Nébula al mejor relato corto
- Premio Nébula al mejor guion